# グリーゼ555
グリーゼ555とは、てんびん座の方向に存在する小さな恒星である。アルゲランダー記法における名称はてんびん座HN星である。見かけの等級は11.32で、望遠鏡を使用してのみ観測することが可能である。年周視差に基づくと、グリーゼ555は太陽系から20.4光年離れた距離に位置しており、-1.4 km/sの視線速度で太陽系に近づいている。既知の運動星団やアソシエーションには属していない。
グリーゼ555はM型主系列星（赤色矮星）で、スペクトル分類はM4.0Vである。この恒星の彩層の活動は弱く、自転するにしたがって恒星の明るさが変化する恒星黒点を引き起こしている。質量は太陽の29%である。この恒星の有効温度は3,347ケルビンで、光球から太陽の明るさのわずか1%を放射している。約96日の自転周期でゆっくりと自転している。

## 惑星系
2019年、M型矮星の周囲を公転している118個の惑星のうち、ドップラー分光法によって検出された1個の惑星候補がプレプリントで報告された。この惑星候補は最小質量が地球の約30倍で、約450日の公転周期を持っている。
しかし、2023年に発表されたCARMENESによるその後のドップラー分光法を用いた観測では、その惑星候補は確認されず、代わりに別の惑星（グリーゼ555b）が発見された。この惑星はスーパーアースまたはミニ・ネプチューン（発見論文では「sub-Neptune（サブ・ネプチューン）」という用語を使用している）で、最小質量は地球の5.5倍、公転周期は36日であり、ハビタブルゾーン内に位置している。最小質量が地球の9.7倍、公転周期が113日である2番目の惑星候補も発見されたが、この信号は主星の自転周期と類似しているため、惑星起源であるとは確認できなかった。
| 名称 （恒星に近い順） | 質量          | 軌道長半径 （天文単位） | 公転周期 (日)       | 軌道離心率         | 軌道傾斜角 | 半径 |
| --------------------- | ------------- | ----------------------- | ------------------- | ------------------ | ---------- | ---- |
| b                     | ≥5.46±0.75 M⊕ | 0.1417±0.0023           | 36.116+0.027 −0.029 | 0.079+0.090 −0.055 | —          | —    |